# Jason and the Scorchers
Jason & the Scorchers est un groupe américain de country-rock alternatif tendance cowpunk, formé en 1981 à Nashville et dirigé par le chanteur et auteur-compositeur Jason Ringenberg.

## Membres fondateurs
- Jason Ringenberg : chant, guitare, harmonica ;
- Warner Hodges : guitare, chant ;
- Jeff Johnson : basse ;
- Perry Baggs : batterie, chant.

## Discographie
- Reckless Country Soul EP (1982)
- Fervor EP (1983)
- Lost & Found (1985)
- Still Standing (1986)
- Thunder and Fire (1989)
- Essential Jason & the Scorchers - Are You Ready For The Country? (1992)
- A Blazing Grace (1995)
- Both Sides of the Line (1996)
- Clear Impetuous Morning (1996)
- Reckless Country Soul (1998)
- Midnight Roads & Stages Seen (1998)
- Rock on Germany (2001)
- Wildfires and Misfires (2001)
- Still Standing (2002) - Réédition
- Lost And Found/Fervor (2008)
- Halcyon Times (2010)